# Przełęcz nad Dziurą

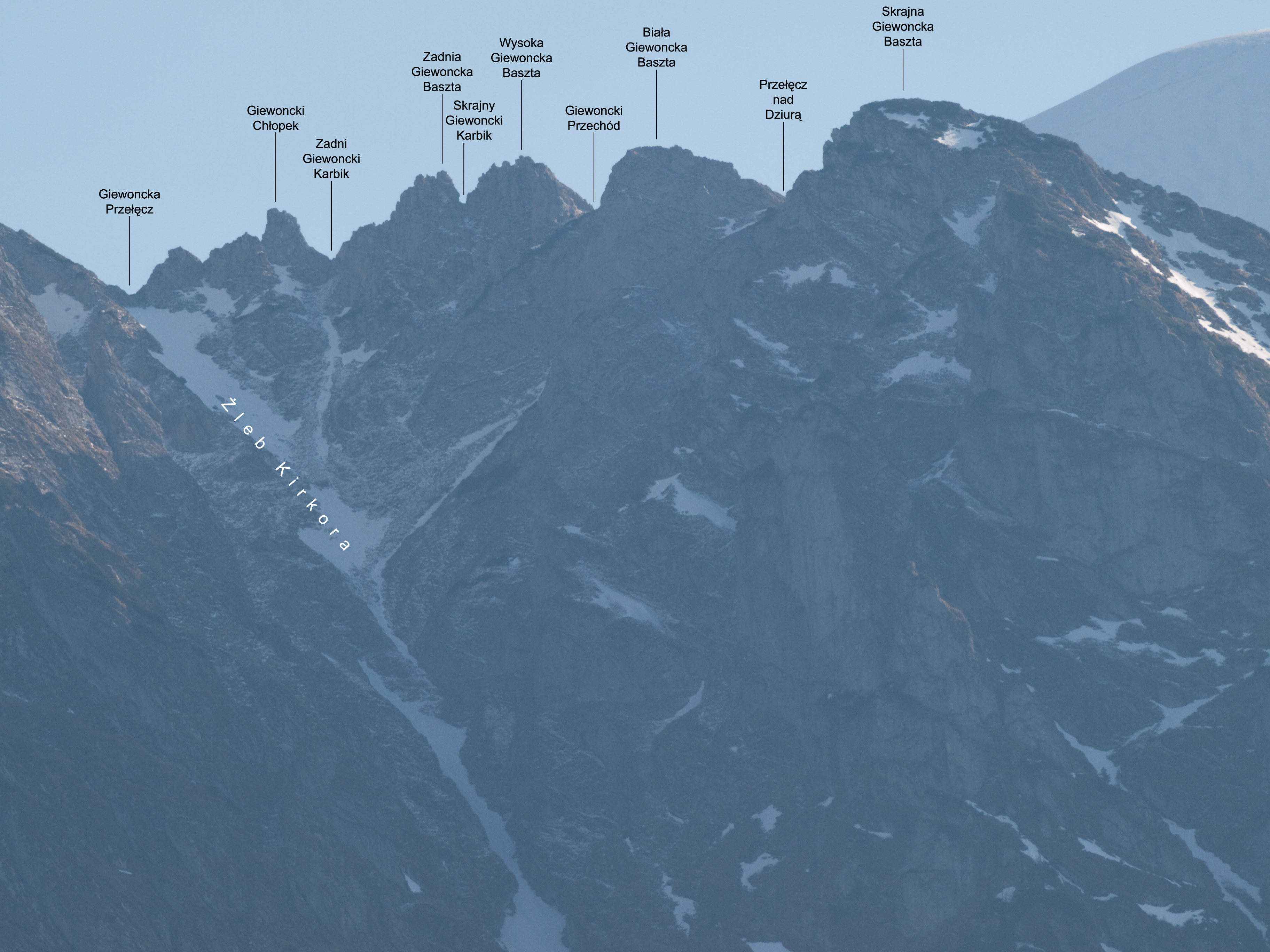
Widok na Mały Giewont od północnej strony

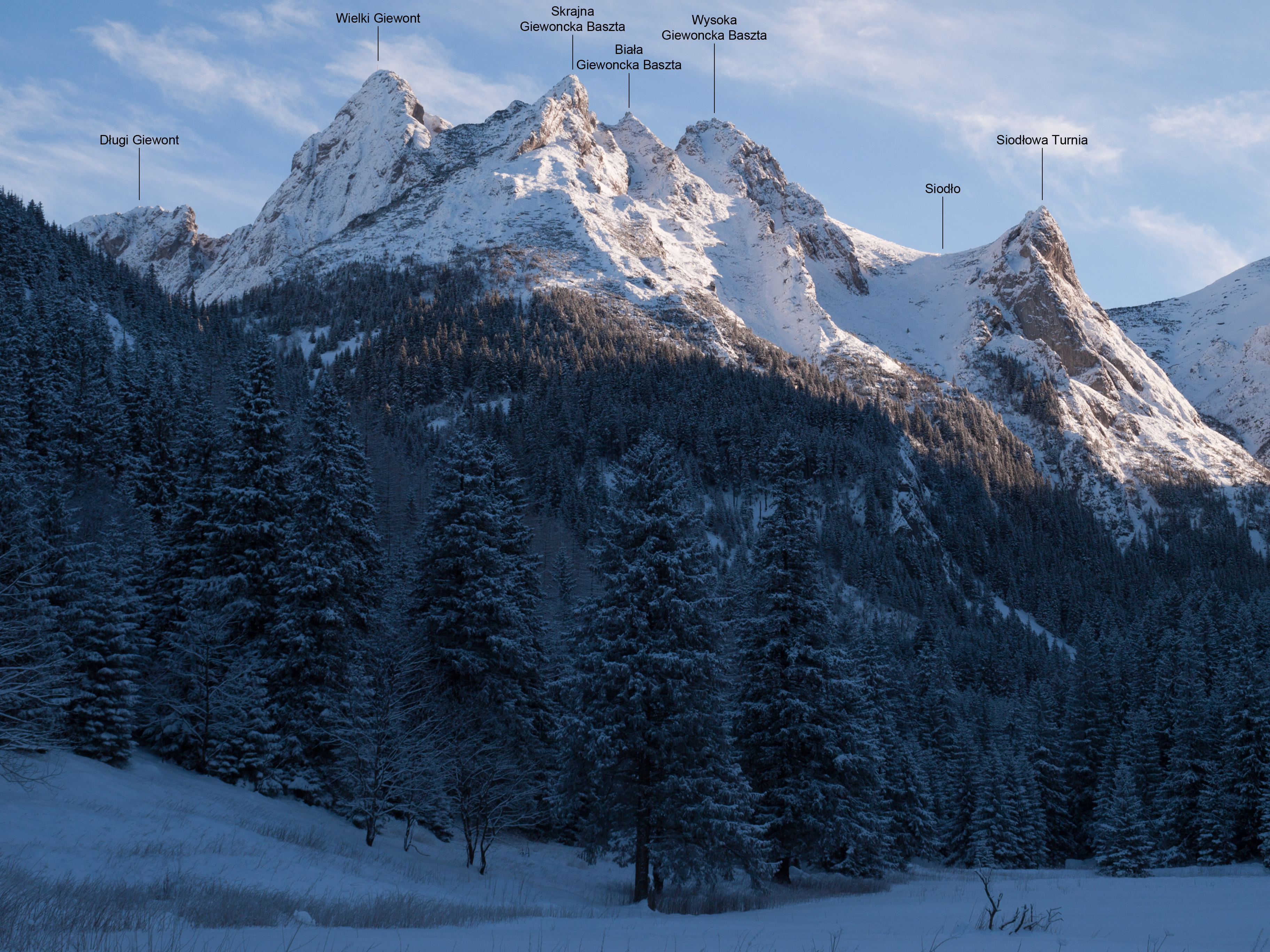
Widok z Wielkiej Polany

Przełęcz nad Dziurą (ok. 1700 m) – przełączka w Małym Giewoncie w Tatrach Zachodnich. Znajduje się pomiędzy Skrajną Giewoncką Basztą (ok. 1725 m) i Białą Giewoncką Basztą. Jest najszerszą ze wszystkich przełączek Małego Giewontu. Ma dwa piętra, północne jest o 8 m wyższe od południowego. Na zachodnią stronę, do Doliny Małej Łąki opada z niej jedno z ramion Żlebu z Progiem. Można nim na przełączkę wyjść bez trudności. Na północno-wschodnią stronę w stronę Żlebu Kirkora przełączka opada natomiast pionową ścianą o wysokości około 30 m. Ze ściany tej, około 30 m poniżej przełęczy, opada do Żlebu Kirkora skalisto-trawiasta grzęda, która oddziela od siebie dwa żlebki, niżej łączące się w jeden żleb zwany Dwojakiem. Wyjście tym żlebem na Przełęcz nad Dziurą wymaga już wspinaczki ocenionej na stopień II-IV+ w skali trudności UIAA. Pierwsze przejścia: Maciej Pawlikowski i Michał Kulej 4 kwietnia 1992 r. oraz Władysław Cywiński i Robert Janik 5 czerwca 1992 r. (innym wariantem).
Wyjście Przełęczy nad Dziurą na Białą Giewoncką Basztę jest łatwe, natomiast na Skrajną Giewoncką Basztę wymaga już wspinaczki ocenionej na III stopień w skali trudności UIAA. Zejście wymaga zjazdu na linie. Pierwsze odnotowane wejście z Przełęczy nad Dziurą na Skrajną Giewoncką Basztę: Jacek Bilski i Władysław Cywiński 6 maja 1992 r. Można jednak uskok Skrajnej Giewonckiej Baszty obejść po południowej stronie, u podnóży jej skalnej ściany w kierunku przełęczy Bacuch ciągnie się łatwy do przejścia zachód. Obecnie wspinaczka w masywie Małego Giewontu jest zakazana.
Południowo-zachodnim stokiem poniżej przełączki prowadzi czerwono znakowany szlak turystyczny z Przełęczy w Grzybowcu na Wyżnią Kondracką Przełęcz.
Nazwa Przełęczy z Dziurą pochodzi od dużej nyży znajdującej się w jej północno-wschodniej ścianie opadającej do żlebu Dwojak.